# Zygmunt Miłoszewski

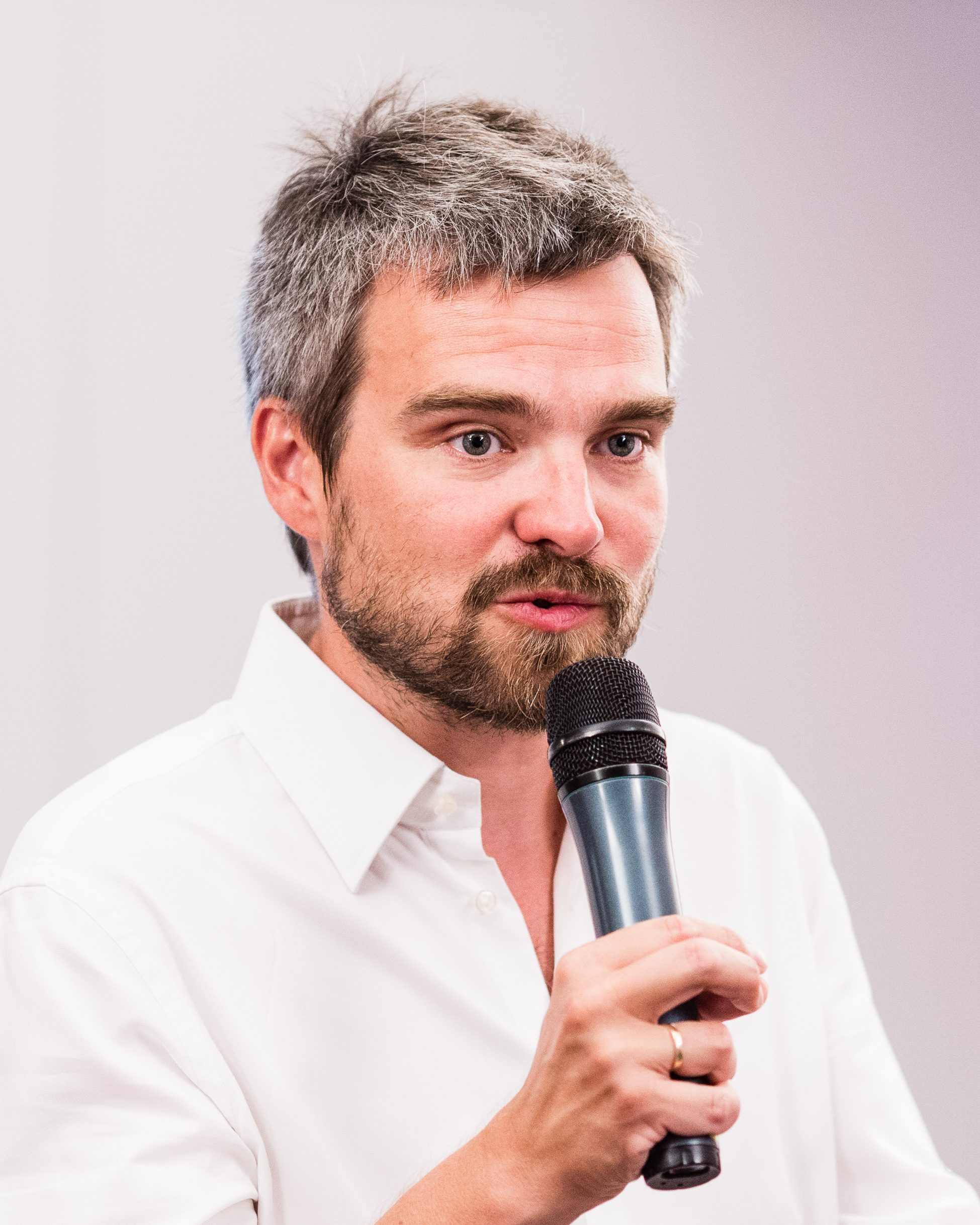
Zygmunt Miłoszewski (2019)

Zygmunt Miłoszewski (* 8. Mai 1976 in Warschau) ist ein polnischer Schriftsteller und Journalist. Sein Bruder Wojciech Miłoszewski ist Schriftsteller und Drehbuchautor.
Zygmunt Miłoszewski arbeitete als Journalist bei Newsweek Polska. 2005 publizierte er sein erstes Buch Domofon, eine Horror-Mystery-Geschichte. 2015 erschien der erste Teil seiner Krimitrilogie über den Staatsanwalt Teodor Szacki, Warschauer Verstrickungen, der 2012 verfilmt wurde. Für das Buch erhielt er den Preis Wielki Kaliber, die höchste polnische Auszeichnung für Kriminalliteratur.
Inspiriert wurde Miłoszewski durch die Lektüre der Bücher des schwedischen Autors Henning Mankell. Diese seien weniger Krimis als Gesellschaftsromane: „Ich habe mich also für diese Gattung entschieden, weil mich die Gesellschaft am meisten interessiert, viel mehr als die Psychologie des Einzelnen.“ Die Rezensentin Agnieszka Hofmann bescheinigte Miłoszewski, dieser habe die „besondere Gabe, in bissigen, pointierten Dialogen sozialkritische Inhalte durchzuschmuggeln“.
Nachdem der dritte Teil der Szacki-Reihe erschienen war, erklärte Miłoszewski, dass er keine Krimis mehr schreiben werde, da er nicht länger sein Geld mit Mord und Gewalt verdienen wolle.

## Werke auf Deutsch
- Domofon. Deutscher Taschenbuch Verlag, München 2008, ISBN 978-3-423-24639-2.
- Warschauer Verstrickungen. Teodor Szacki ermittelt. (= Teodor-Szacki-Reihe. Band 1). Berlin Verlag Taschenbuch, Berlin 2015, ISBN 978-3-8333-1010-2.
- Ein Körnchen Wahrheit.  Teodor Szacki ermittelt weiter. (= Teodor-Szacki-Reihe. Band 2). Berlin Verlag Taschenbuch, München/ Berlin 2016, ISBN 978-3-8333-1011-9.
- Der Zorn der Vergessenen. Teodor Szacki ermittelt. (= Teodor-Szacki-Reihe. Band 3). Piper Verlag, München 2017, ISBN 978-3-492-31138-0.